# Adam Fabricius
Adam Kristoffer Fabricius, född den 18 juli 1822, död den 24 augusti 1902, var en dansk präst och historiker, far till Knud Fabricius.
Fabricius tog 1847 teologisk ämbetsexamen och blev 1849 adjunkt vid Aarhus lärda skola samt var 1859-88 kyrkoherde på landet.
Bland hans arbeten märks Illustreret Danmarks historie for folket (2 band, 1853-55; 3:e upplagan 1889) och Illustreret kirkehistorie for folket (1896, 3:e upplagan 1901; "Illustrerad kyrkohistoria för folket", 1900).
Därtill kommer specialstudierna Forbindelser mellem Norden og den spanske halvø i ældre tider (1882) och Danske minder i Normandiet (1897); den religiösa berättelsen Sulamiths breve om Messias (1895; 5 upplagan) översattes till svenska 1900.